# Gautier Paulin
Pour les articles homonymes, voir Paulin.
Gautier Paulin, né le 26 mars 1990 à Draguignan, est un pilote de motocross français qui participait au Championnat du monde de motocross dans la catégorie MXGP. Il est cinq fois vainqueur du Motocross des nations avec l'équipe de France.

## Biographie
Gautier Paulin a commencé le sport par le BMX et a remporté, dans sa tranche d'âge, le titre de champion du monde en 1999.
Il commence le motocross à l'âge de 12 ans. Il passe très vite chez les pros (fin 2006) à l'âge de 16 ans.
Son numéro de course durant les championnats du monde MXGP est le 21.
En 2007 il devient champion d'europe (EMX250) avec Martin Honda junior. Pour la saison 2008 il passe chez Molson Kawasaki, se blesse en milieu de saison (fracture du tibia). En 2009 il arrive au Team Kawasaki Bud Racing termine 3e du championnat du monde MX2 et 2e du MX des Nations.
En 2010 il se retrouve au Team Yamaha Monster Energy en MX2, termine 10e du championnat après une blessure en début de saison
En 2011 il continue l'aventure avec le Team Yamaha Monster Energy il termine 4e du championnat MX2.
Pour 2012, 2013, 2014 Gautier passe en MX1 dans le team Kawasaki Racing, qui deviendra en 2014 Monster Energy Kawasaki racing Team. Il termine 3e du championnat en 2012, 5e en 2013 et 8e en 2014.
En 2014 il fut aussi Champion du monde par équipe au Motocross des nations.
Durant la saison 2015/2016 Gautier Paulin fut un pilote officiel de l'usine Honda HRC.
La première année il fut Vice champion du monde en MXGP (MX1) et Champion du monde par équipe au Motocross des Nations. La deuxième année a été plus difficile pour Gautier avec une blessure, il termine 13e du championnat MXGP. Mais il termine pour la 3e fois d'affilée champion du monde par équipe au motocross des nations.
Sur la saison 2017/2018 le pilote français roule dans le team officiel Rockstar Energie ICE ONE.
En 2017 il termine 3e du championnat du monde MXGP et gagne une nouvelle fois le motocross des nations. En 2018 il termine 5e du championnat et gagne pour la 5e fois d'affilée le motocross des nations.
Sur la saison 2019 Gautier part dans le team Yamaha wilvo avec comme coéquipier Arnaud Tonus, pour sa première saison au sein du team "satellite" yamaha il terminera 4e du championnat.
Pour cette saison 2020 Le team Yamaha wilvo est devenu team officiel Monster Energy Yamaha Factory il est actuellement 5e après deux épreuves.
Son contrat se finissant en fin d'année avec Yamaha il décide de prendre sa retraite a l'issue de cette saison 2020.

## Palmarès
- Motocross des nations
  - Vainqueur de la course N°2 (MX2 + Open) en 2009 en Italie[2]
  - Vainqueur de la course N°2 (MX2 + Open) en 2011 en France sur le Circuit du Puy de Poursay[3]
  - Vainqueur des courses N°1 et N°3 en 2014 et contribue à la victoire finale de l'équipe de France
  - Contribue à la victoire finale de l'équipe de France en France sur le Circuit Raymond Demy à Ernée en 2015
  - Contribue à la victoire finale de l'équipe de France en Italie sur le Stadium Internazionale Mottaccio del balmone à Maggiora en 2016
  - Contribue à la victoire finale de l'équipe de France au Royaume-Uni à Matterley-Basin à Winchester en 2017
  - Contribue à la victoire finale de l'équipe de France aux États-Unis à Red Bud dans le Michigan en 2018

- Championnat d'Europe EMX 250
  - Champion d'Europe 250 en 2007

- Championnat du monde de motocross MX2
  - 3e du championnat en 2009

- Championnat du monde de motocross MX1/MXGP
  - 3e du championnat en 2012
  - 2e du championnat en 2015
  - 13e du championnat en 2016
  - 3e du championnat en 2017

- Supercross Paris-Bercy
  - 4e du général en 2013